# Luis Durango
Luis A. Durango (nacido el 23 de abril de 1986) es un exjardinero de béisbol profesional panameño. Jugó en la Major League Baseball (MLB) para los Padres de San Diego y los Astros de Houston. 
Durango nació en la Ciudad de Panamá. En 2006, tardó 3,4 segundos desde el plato hasta la primera base con un toque. Durango hizo su debut profesional ese mismo año, jugando para la filial de nivel novato de los Padres de San Diego. Fue nombrado All – Star de la Liga de Arizona por sus actuaciones esa temporada. Pasó todo 2007 con los Eugene Emeralds de la Liga Noroeste en Low-A, y luego fue nombrado Co- Jugador Más Valioso de la liga. En 2008, dividió su tiempo entre Clase-A, con los Fort Wayne Wizards, y Alta-A, con Lake Elsinore Storm, antes de ser agregado a la lista de 40 hombres de los Padres después de la temporada. Durango comenzó el 2009 con las Misiones de San Antonio en Doble-A, pero terminó ascendiendo hasta las mayores, debutando con los Padres el 15 de septiembre. Grabó el primer éxito de su carrera al día siguiente. Dividió el 2010 entre Triple-A Portland y los Padres, jugando en 134 juegos combinados. A principios de 2011, Durango jugó para la nueva filial Triple-A de los Padres en Tucson antes de ser designado para asignación a finales de junio. Más tarde fue reclamado por los Astros de Houston, pero luego fue designado nuevamente para asignación.

## Carrera

### San Diego Padres
Hizo su debut en las ligas menores en 2006 y pasó el año con los Padres de la Liga de Arizona, bateando para un promedio de bateo de .378 y robando 17 bases en 39 juegos. Su promedio de bateo fue el más alto de cualquier bateador en el nivel novato. Fue incluido en el equipo All – Star de la Liga de Arizona después de la temporada, junto con sus compañeros de equipo Cedric Hunter y Rayner Contreras. Después de la temporada, los Padres supuestamente consideraron a Durango como uno de los mejores prospectos de su organización. En 2007, Durango pasó el año con los Eugene Emeralds, jugando 69 juegos, bateando .367 con 17 bases robadas. También conectó dos jonrones, uno de los cuales fue un triunfo contra los Yakima Bears el  de julio  Durante el año, tuvo una racha de hits de 19 juegos que se rompió el 2 de agosto, contra los Volcanes de Salem-Keizer. Fue nombrado Co – Jugador Más Valioso de la Liga Noroeste después de la temporada. Después de la temporada, Durango se unió a los Tigres de Cartagena de la Liga Colombiana de Béisbol Profesional para la próxima temporada, que se juega durante la temporada baja de la MLB. En Cartagena fue convocado al equipo All – Star. Durango comenzó la temporada 2008 con los Fort Wayne Wizards de la Midwest League, jugando 93 partidos para el club y bateando .305 con 14 robos. Permaneció en Fort Wayne hasta el 12 de agosto, cuando fue llamado a filas para Lake Elsinore Storm, filial de San Diego's High – A. En su segundo juego con las Storm, anotó tres hits, ayudando al equipo a ganar 16 – 4 sobre los Inland Empire 66ers. Terminó el año con un promedio de bateo de .431 en 17 juegos con las Storm. Después de la temporada, se unió a los Algodoneros de Guasave de la Liga Mexicana del Pacífico luego de que Kit Pellow, primera base, fuera expulsado del equipo. Conectó su primer jonrón para Guasave el 6 de diciembre, ayudándolos a ganar 3 – 2. Tres días después, los Padres lo agregaron a su lista de 40 hombres, para protegerlo de ser seleccionado en el draft de la Regla 5.Antes de la temporada 2009, Grady Fuson, vicepresidente de exploración y desarrollo de jugadores de los Padres, dijo sobre Durango: "Él es nuestro pequeño Juan Pierre . Puede volar absolutamente. Y realmente ha dominado, en los últimos años, la capacidad de Pon el bate sobre la pelota y mantenla fuera del aire". Durango inició la temporada con las Misiones de San Antonio Doble-A. En el receso del Juego – Estrellas, bateaba .319, liderando la liga con 26 robos, 43 bases por bolas y 46 carreras. Fue nombrado titular del Juego – Estrellas. Durango también representó al Team World en el All-Star Futures Game, terminando – – 2 con una base robada. El 19 de agosto, los directivos de los equipos de la Liga de Texas lo nombraron el corredor de bases más rápido de la liga durante la temporada. Fue convocado por los Padres el 14 de septiembre, haciendo su debut al día siguiente como bateador emergente contra los Diamondbacks de Arizona, yendo 0 – –  Al día siguiente, registró tres hits, dos de los cuales fueron toques sencillos, y también se robó su primera base en las Grandes Ligas. Después del juego, el receptor de los Diamondbacks , Miguel Montero, dijo sobre Durango: "Él [Durango] jugó el juego con nosotros como quiso. Nunca sacó la pelota fuera del cuadro y consiguió tres hits. Sé que es rápido y tiene buena velocidad. pero deberíamos haber jugado contra él un poco mejor". El 4 de octubre de 2009, Durango consiguió un toque en la parte baja de la séptima contra el futuro miembro del Salón de la Fama Randy Johnson . Fue el último golpe que Johnson permitiría en su carrera. En 129 juegos con San Antonio, bateó .281 con 44 bases robadas y 81 bases por bolas, mientras que tuvo seis hits en 14 turnos – bate con San Diego. Durango jugó con los Tigres de Licey de la Liga Dominicana de Invierno después de la temporada.Durango pasó el entrenamiento de primavera de 2010 con los Padres, antes de ser enviado a Triple-A Portland el  Fue convocado el 25 de mayo, reemplazando a Luis Perdomo en el roster activo. En su primer juego con San Diego, dejó caer un elevado de Skip Schumaker antes de expulsar a Jon Jay en el plato más adelante en el juego. Se fue 1 – – bateos en la liga fuera del lugar. El 2 de junio, después de jugar seis juegos y batear .385 con dos carreras impulsadas, fue enviado de regreso a Portland con Scott Hairston ocupando su lugar en la lista. Los Padres lo llamaron nuevamente el 16 de julio, después de que colocaron a Mike Adams en la lista de lesionados, pero lo enviaron de regreso una semana después. Por tercera vez esa temporada, San Diego llamó a Durango a las ligas mayores el 21 de agosto, sin embargo, fue devuelto nuevamente una semana después. Una vez terminada la temporada de Portland, los Padres lo llamaron. En 106 juegos con Portland, Durango bateó .300 con 42 carreras anotadas y 35 bases robadas. En sólo 48 turnos – bate, bateó .250 con cinco bases robadas y ocho carreras anotadas. Después de la temporada se incorporó a los Bravos de Margarita de la Liga Venezolana de Béisbol Profesional, pero se lesionó la muñeca a principios de diciembre.Durango comenzó la temporada 2011 con los recién reubicados Padres de Tucson, bateando para un promedio de bateo de .243 con 10 bases robadas en 61 juegos antes de ser designado para asignación el 21 de junio, dejando espacio para Josh Spence en la lista de 40 hombres.

### Houston Astros
Durango fue reclamado por los Astros de Houston el 29 de junio y asignado a los RedHawks de Oklahoma City Triple-A. Después de los cambios de Hunter Pence y Michael Bourn, los Astros retiraron a Durango de Triple-A el  En 25 juegos con los RedHawks, consiguió 22 hits para un promedio de bateo de .278 y se robó 13 bases. Hizo su debut con los Astros el 1 de agosto contra los Rojos de Cincinnati, consiguiendo 0 de 2 con una base por bolas. En el siguiente juego, consiguió su primer hit para los Astros, impulsando una carrera. Fue enviado de regreso a Triple-A el  El 5 de agosto, para hacer espacio para JB Shuck en la lista de 40 hombres, los Astros designaron a Durango para asignación. Después de aprobar las exenciones, fue trasladado de regreso a Triple-A. Se convirtió en agente libre al final de la temporada.

### Atlanta Braves
Durango firmó un contrato de ligas menores con los Bravos de Atlanta el 22 de noviembre de 2011. También recibió una invitación para los entrenamientos de primavera.

### Kansas City Royals
El 9 de noviembre de 2012 firmó un contrato de ligas menores con los Kansas City Royals. Fue puesto en libertad el 1 de abril de 2013 

### Chicago White Sox
Durango firmó un contrato de ligas menores con los Medias Blancas de Chicago el 3 de abril  y comenzó la temporada 2013 con los Charlotte Knights Triple-A. Quedó en libertad el 11 de mayo de 2013.

### Cincinnati Reds
El 13 de mayo de 2013, Durango firmó un contrato de ligas menores con la organización de los Rojos de Cincinnati. El 28 de junio de 2013 Durango fue liberado.

### Rojos del Águila de Veracruz
El 6 de julio de 2013 Durango firmó con los Rojos del Águila de Veracruz de la Liga Mexicana. 

### Diablos de Hermosillo
En el 2014 jugó con Los Diablos de Hermosillo en la Liga Norte de México.

### Olmecas de Tabasco
El 7 de febrero de 2015 Durango firmó con los Olmecas de Tabasco en la Liga Mexicana. Completó la temporada con un promedio de bateo de .304, 35 bases robadas y ganó el Guante de Oro terminando la temporada con un porcentaje de .995 en los jardines. El 12 de abril de 2016 Durango fue liberado por los Olmecas de Tabasco.

### Sioux City Explorers
El 1 de marzo de 2018, Durango firmó con los Sioux City Explorers de la independiente American Association.

### Quebec Capitales
El 17 de enero de 2019, Durango fue traspasado a Quebec Capitales de la Liga Can-Am.

## Selección nacional
El 19 de enero de 2009, Durango fue agregado al roster provisional de Panamá para el Clásico Mundial de Béisbol 2009. Finalmente fue incluido en la lista final de Panamá. Vio acción limitada para Panamá en el torneo, anotando sólo tres hits en cinco turnos al bate, dos de esos hits llegaron en la derrota de Panamá por 9 – 0 ante la República Dominicana el 9 de marzo. En 2019, fue seleccionado con Panamá en el Clasificatorio a los Juegos Panamericanos 2019.

## enlaces externos
- Esta obra contiene una traducción  derivada de «Luis Durango» de Wikipedia en inglés, publicada por sus editores bajo la Licencia de documentación libre de GNU y la Licencia Creative Commons Atribución-CompartirIgual 4.0 Internacional.
- Luis Durango en MLB
- Luis Durango en ESPN

- Datos: Q978422
- Multimedia: Luis Durango / Q978422